# Liste der Baudenkmale in Ohaewai
Die Liste der Baudenkmale in Ohaewai umfasst alle vom New Zealand Historic Places Trust (NZHPT) als „Historic Place“ oder „Historic Area“ eingestuften Baudenkmale und Flächendenkmale der neuseeländischen Ortschaft Ohaewai. Die Angaben stammen aus dem Register des NZHPT. Die Bezeichnungen der Baudenkmale orientieren sich an diesem Register. In die Liste werden auch bekannte Wahi Tapu (Area), kulturell und religiös bedeutsame Stätten und Gebiete der Māori, aufgenommen. Sie werden jedoch meist nicht publiziert.

| Bild | Bezeichnung   | Ort     | Anschrift                                            | Beschreibung     | Bauzeit                   | Eintrag           | Nummer | Kat. |
| ---- | ------------- | ------- | ---------------------------------------------------- | ---------------- | ------------------------- | ----------------- | ------ | ---- |
| BW   | Pahake        | Ohaewai | 103 State Highway 1 Karte                            | Wohnhaus         | 1864                      | 25. November 1982 | 0401   | 2    |
| BW   | Ohaewai Hotel | Ohaewai | 6079–6085 State Highway 12 und State Highway 1 Karte | Hotel            | n.a.                      | 25. November 1982 | 2568   | 2    |
| BW   | Dam           | Ohaewai | Remuera Settlement Road Karte (ungenau)              | Staudamm         | 1902                      | 6. September 1984 | 3833   | 2    |
| BW   | House         | Ohaewai | State Highway 12 Karte                               | Wohnhaus         | 1913                      | 6. September 1984 | 3838   | 2    |
| BW   | Ludbrook      | Ohaewai | State Highway 1 Karte                                | Wohnhaus         | 1920                      | 6. September 1984 | 3839   | 2    |
| BW   | Te Rua Hoanga | Ohaewai | Nähe State Highway 1 Karte                           | Gruben/Terrassen | spätes 18./frühes 19. Jh. | 14. Dezember 1983 | 5963   | 2    |